# KV Zuun
KV Zuun is een Belgische voetbalclub uit Zuun. De club is aangesloten bij de KBVB met stamnummer 1434 en heeft blauw en zwart als kleuren. De club speelde in haar bestaan enkele seizoenen in de nationale reeksen.

## Geschiedenis
De club werd in 1929 opgericht als Zuen Football Club en sloot zich aan bij de Belgische Voetbalbond waar men stamnummer 1434 kreeg toegekend. Men speelde er de volgende jaren in de gewestelijke afdelingen. Tijdens de Tweede Wereldoorlog werd de spelling van de clubnaam veranderd in Zuun FC. De club klom in de jaren 40 op tot het hoogste provinciale niveau.
Zuun FC ging de volgende decennia enkele malen op en neer tussen Eerste en Tweede Provinciale. In de tweede helft van de jaren 60 was de club naar Tweede Provinciale gezakt, maar men slaagde er in 1967/68 wel in de provinciale Beker van Brabant te winnen tegen Vilvoorde FC. In 1971 werd de club een vzw.
Eind jaren 70 en begin jaren 80 kende de club een succesperiode. Na drie jaar in Tweede Provinciale behaalde men daar in 1978 de titel en promoveerde men nogmaals naar het hoogste provinciale niveau. In 1979 vierde de club haar vijftigjarig bestaan en werd ze koninklijk. De clubnaam werd gewijzigd in Koninklijke Voetbalclub Zuun (KV Zuun). In 1983 werd men kampioen in Eerste Provinciale en voor het eerst promoveerde de club naar de nationale bevorderingsreeksen.
KV Zuun eindigde zijn eerste seizoen in Vierde Klasse in de middenmoot. Het volgende seizoen eindigde men echter op twee na laatste, op een degradatieplaats. Na twee jaar nationaal voetbal zakte de club weer naar de provinciale reeksen.
De club bleef nog verschillende jaren op het hoogste provinciale niveau spelen, tot men in de tweede helft van de jaren 90 een terugval kende. In 1995 degradeerde men naar Tweede Provinciale en in 1997 zakte men nog verder naar Derde Provinciale. In 1999 kon Zuun terugkeren in Tweede Provinciale. Daar bleef men de volgende jaren meestal spelen, op enkele seizoenen Derde Provinciale na. Vanaf 2006 kwam de club ook met een B-elftal in competitie in de laagste provinciale reeksen.

## Resultaten
| Seizoen | Klasse | Klasse | Klasse | Klasse | Klasse | Klasse | Klasse | Klasse | Klasse | Reeks                | Punten | Opmerkingen                                              |
|         | I      | I      | II     | III    | IV     | P.I    | P.II   | P.III  | P.IV   |                      |        |                                                          |
| ------- | ------ | ------ | ------ | ------ | ------ | ------ | ------ | ------ | ------ | -------------------- | ------ | -------------------------------------------------------- |
| 2004/05 |        |        |        |        |        |        |        | 8      |        | Derde Prov. Brab. C  | 39     |                                                          |
| 2005/06 |        |        |        |        |        |        |        | 1      |        | Derde Prov. Brab. C  | 64     |                                                          |
| 2006/07 |        |        |        |        |        |        | 13     |        |        | Tweede Prov. Brab. C | 34     |                                                          |
| 2007/08 |        |        |        |        |        |        | 4      |        |        | Tweede Prov. Brab. C | 53     |                                                          |
| 2008/09 |        |        |        |        |        |        | 9      |        |        | Tweede Prov. Brab. C | 42     |                                                          |
| 2009/10 |        |        |        |        |        |        | 5      |        |        | Tweede Prov. Brab. C | 48     |                                                          |
| 2010/11 |        |        |        |        |        |        | 14     |        |        | Tweede Prov. Brab. C | 34     |                                                          |
| 2011/12 |        |        |        |        |        |        | 10     |        |        | Tweede Prov. Brab. C | 38     |                                                          |
| 2012/13 |        |        |        |        |        |        | 15     |        |        | Tweede Prov. Brab. C | 28     | degradatie                                               |
| 2013/14 |        |        |        |        |        |        |        | 9      |        | Derde Prov. Brab. C  | 39     |                                                          |
| 2014/15 |        |        |        |        |        |        |        | 2      |        | Derde Prov. Brab. C  | 64     |                                                          |
| 2015/16 |        |        |        |        |        |        |        | 6      |        | Derde Prov. Brab. F  | 55     |                                                          |
|         | 1A     | 1B     | 1Am    | 2Am    | 3Am    | P.I    | P.II   | P.III  | P.IV   |                      |        | Vanaf 2016-17 zijn er 3 nationale en 2 regionale niveaus |
| 2016/17 |        |        |        |        |        |        |        | 10     |        | Derde Prov. Brab. D  | 44     |                                                          |
| 2017/18 |        |        |        |        |        |        |        | 2      |        | Derde Prov. Brab. D  | 63     |                                                          |
| 2018/19 |        |        |        |        |        |        |        | 4      |        | Derde Prov. Brab. D  | 53     |                                                          |
| 2019/20 |        |        |        |        |        |        |        | 11     |        | Derde Prov. Brab. D  | 33,23  | Seizoen vroegtijdig beëindigd door coronacrisis          |
| 2020/21 |        |        |        |        |        |        |        | -      |        | Derde Prov. Brab. D  | -      | Seizoen geschrapt wegens Covid-19                        |
| 2021/22 |        |        |        |        |        |        |        | 4      |        | Derde Prov. Brab. D  | 55     |                                                          |
| 2022/23 |        |        |        |        |        |        |        | 5      |        | Derde Prov. Brab. A  | 52     |                                                          |
| 2023/24 |        |        |        |        |        |        |        | 5      |        | Derde Prov. Brab. A  | 51     |                                                          |
| 2024/25 |        |        |        |        |        |        |        | 5      |        | Derde Prov. Brab. A  | 49     |                                                          |
| 2025/26 |        |        |        |        |        |        |        |        |        | Derde Prov. Brab. A  |        |                                                          |

## Bekende (ex-)spelers
- Jean Dekempeneer
- Raymond Mertens
- Ryan Mmaee (jeugd)
- Samy Mmaee (jeugd)
- Yannick Vervalle

## Bekende (ex-)trainers
- Raymond Mertens
- Yannick Vervalle